# Kirche des heiligen Nikolaus (Hamburg)

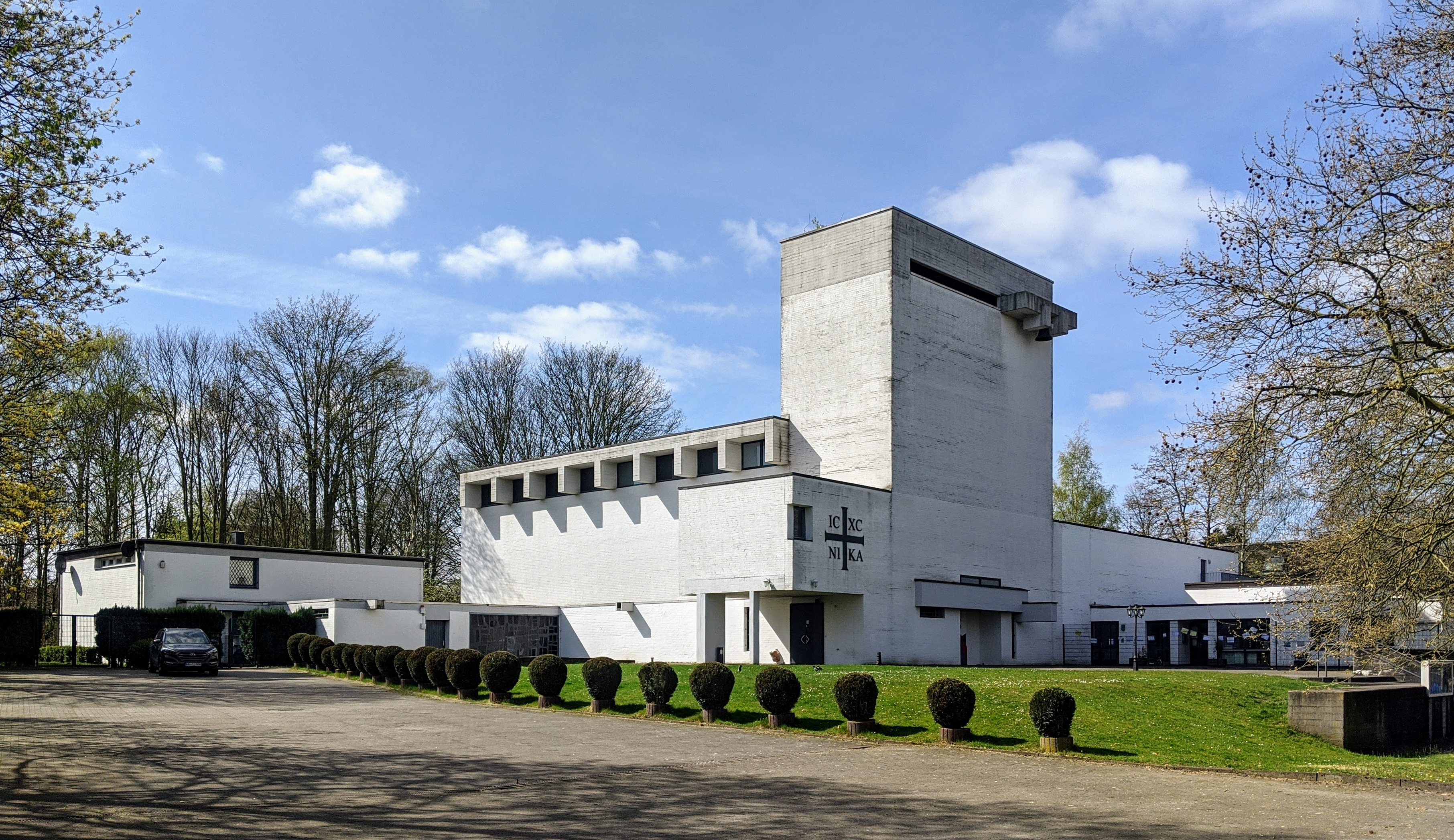
„Volumina im Sonnenlicht“: Die ehemalige Simeonkirche von Friedhelm Grundmann mit Pfarrhaus (links) und Kindergarten (rechts)

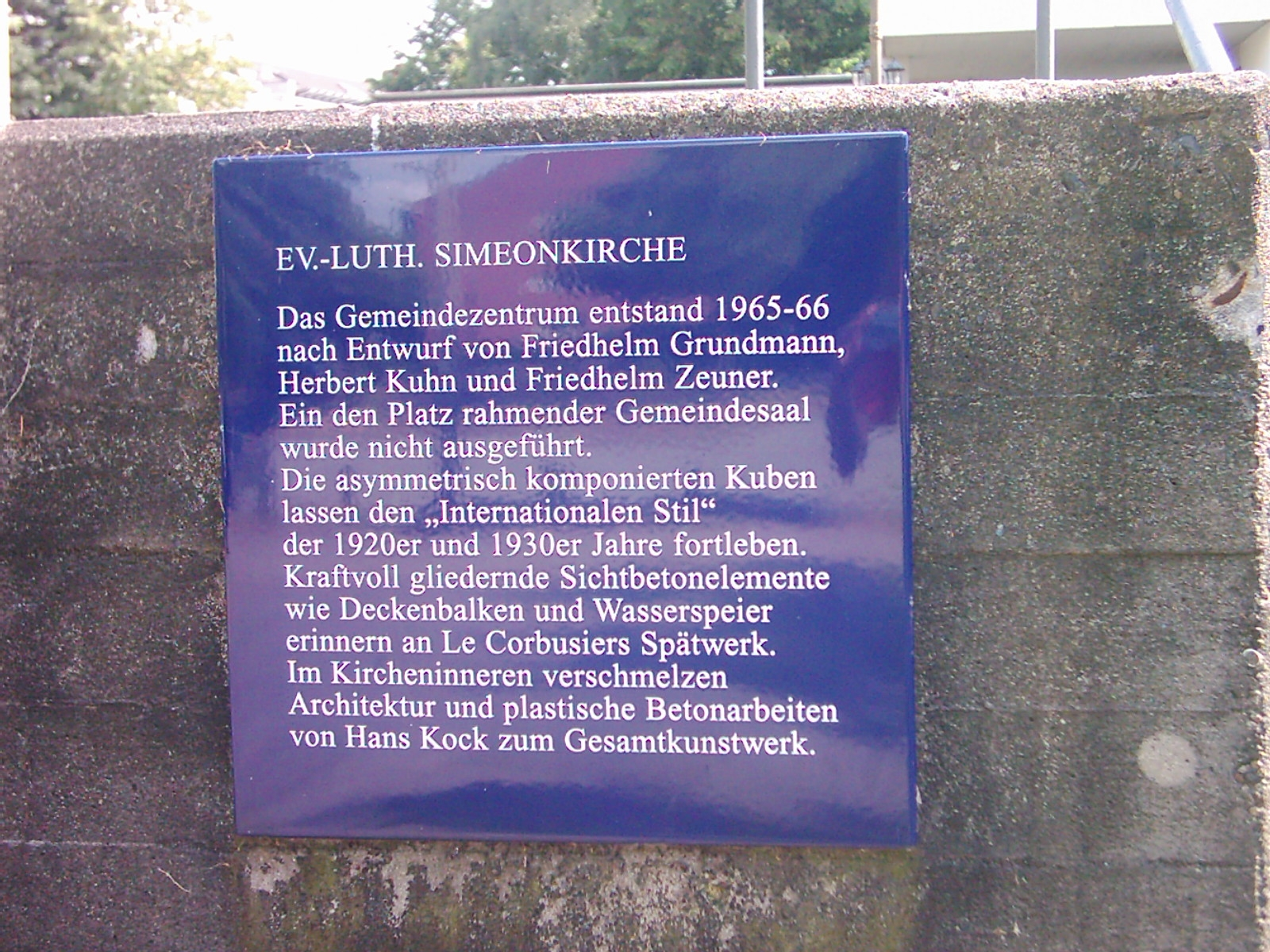
Infotafel der Kulturbehörde

Die Kirche des heiligen Nikolaus (griech. Agios Nikolaos) ist eine griechisch-orthodoxe Kirche im Hamburger Stadtteil Hamm. Das denkmalgeschützte Gebäude wurde ursprünglich 1965/66 als evangelische Simeonkirche erbaut und 2003 von der Nordelbischen Evangelisch-Lutherische Kirche verkauft.

## Geschichte
Pläne zur Errichtung einer eigenen Kirchgemeinde im Nordwesten Hamms gab es bereits vor dem Ersten Weltkrieg. Damals war die Hammer Gemeinde auf über 20.000 Mitglieder angewachsen, so dass die alte, aus dem 17. Jahrhundert stammende Dreifaltigkeitskirche nicht mehr ausreichte. 1912 wurden daher eine zweite Pastorenstelle eingerichtet und rund 27.000 Reichsmark für den geplanten Kirchbau gesammelt. Als Standort war seinerzeit eine platzartige Erweiterung an der Ecke Sievekingsallee/Stoeckhardtstraße vorgesehen. Der Erste Weltkrieg und die anschließende Inflationszeit machten die Pläne jedoch zunichte. Nach der weitgehenden Zerstörung Hamms im Zweiten Weltkrieg wurde das Vorhaben erst in den 1960er Jahren wieder aufgegriffen und an der neu geschaffenen westlichen Verlängerung der Sievekingsallee realisiert.
1999 schlossen sich die vier Hammer Gemeinden der Simeon-, Paulus-, Dreifaltigkeits- und Dankeskirche wegen sinkender Mitgliederzahlen und Kirchensteuereinnahmen wieder zu einer Gemeinde zusammen. Das Gebäude der ehemaligen Simeongemeinde wurde aufgegeben und 2003 an die schon seit dem 19. Jahrhundert bestehende griechisch-orthodoxe Gemeinde Agios Nikolaos verkauft. Diese ließ sie dem Heiligen Nikolaus weihen; in der Folge wurden einige behutsame Umbauarbeiten vorgenommen.
Der Simeon-Kindergarten verblieb bei der evangelischen Gemeinde, auch die evangelischen Kindergottesdienste finden weiterhin in diesem Gebäude statt.

## Architektur
Erbaut wurde die damalige Simeonkirche in den Jahren 1965/66 nach Plänen von Friedhelm Grundmann, Herbert Kuhn und Friedhelm Zeuner. Grundmann baute und restaurierte seinerzeit neben U-Bahnhöfen für die Hamburger Hochbahn auch zahlreiche Kirchen in Hamburg und Schleswig-Holstein. Die Simeonkirche bezeichnete er selbst als seinen wichtigsten Sakralbau.
Die asymmetrischen Kuben lassen die Klassische Moderne der 1920er und 1930er Jahre fortleben. Kraftvoll gliedernde Sichtbetonelemente wie Deckenbalken und Wasserspeier zeigen Einflüsse von Le Corbusier am Werk Grundmanns. Der Architekturkritiker Paulhans Peters charakterisierte die Kirche mit einem ursprünglich auf Gebäude von Le Corbusier bezogenen Zitat als „Volumina im Sonnenlicht“, Ralf Lange als „einen der wichtigsten Sakralbauten in Hamburg nach dem Zweiten Weltkrieg“.
Im Innern ist die Kirche mit plastischen Betonarbeiten von Hans Kock ausgestattet. Jeden Samstagabend um 21.30 Uhr wird die Kirche in einer Licht-Klang-Installation inszeniert. 